# Relativistická hmotnost
Jedním z důsledků speciální teorie relativity je fakt, že hmotnost tělesa není neměnný parametr, ale musí se měnit v závislosti na pohybu vůči pozorovateli. Čím rychleji se těleso vůči pozorovateli pohybuje, tím větší má z pohledu pozorovatele hmotnost. 
Relativistickou hmotnost lze spočítat podle vzorce
{\displaystyle m=m_{0}\cdot \gamma },
kde {\displaystyle m} je hmotnost změřená pozorovatelem, {\displaystyle m_{0}} je klidová hmotnost pohybujícího se tělesa (nebo také invariantní či vlastní hmotnost) a {\displaystyle \gamma } je Lorentzův faktor.
Použití Lorentzova faktoru zobecňuje Newtonovskou mechaniku – při běžných rychlostech se jeho hodnota limitně blíží jedné (a je tedy možné jej zanedbat), začne se projevovat až u rychlostí, které se řádově blíží rychlosti světla ve vakuu (a kde je proto fyzikální popis Newtonovské mechaniky nedostatečný).

## Odvození
Uvažujme nepružnou srážku dvou těles popsanou ve dvou vztažných soustavách popsaných kartézskými souřadnicemi, přičemž boost, jehož rychlost je {\displaystyle \omega }, probíhá podél osy x. Rozepíšeme zákon zachování energie a zákon zachování hybnosti v nečárkované a čárkované soustavě jako
{\displaystyle m_{1}+m_{2}=M,\,}
{\displaystyle v_{1}m_{1}+v_{2}m_{2}=VM,\,}
{\displaystyle m'_{1}+m'_{2}=M',\,}
{\displaystyle v'_{1}m'_{1}+v'_{2}m'_{2}=V'M'.\,}
A doplníme relativistické vztahy pro skládání rychlostí
{\displaystyle v'_{1}={\frac {v_{1}-\omega }{1-{\frac {v_{1}\omega }{c^{2}}}}},}
{\displaystyle v'_{2}={\frac {v_{2}-\omega }{1-{\frac {v_{2}\omega }{c^{2}}}}},}
{\displaystyle V'={\frac {V-\omega }{1-{\frac {V\omega }{c^{2}}}}}.}
Pro jednoduchost popišme srážku ze dvou vztažných soustav, ve kterých je vždy jedno těleso v klidu. V první vztažné soustavě {\displaystyle S} volíme {\displaystyle v_{1}=0} (první těleso je v klidu a druhé přilétá rychlostí {\displaystyle v_{2}} zleva). Ve druhé vztažné soustavě {\displaystyle S'} má být druhé těleso v klidu, a proto musí platit, že 
{\displaystyle v_{2}=\omega }
Při této transformaci v soustavě {\displaystyle S'} pozorujeme, že druhé těleso je v klidu a první letí rychlostí {\displaystyle \omega } vlevo. 
{\displaystyle v_{1}'=-\omega }
{\displaystyle v_{2}'=0}
Nyní dosadíme zákon zachování hmotnosti do zákona zachování hybnosti v obou soustavách a získáme
{\displaystyle v_{1}m_{1}+v_{2}m_{2}=V(m_{1}+m_{2}),\,}
{\displaystyle v'_{1}m'_{1}+v'_{2}m'_{2}=V'(m_{1}'+m_{2}').\,}
Po dosazení rychlostí se rovnice zjednoduší na tvar
{\displaystyle \omega m_{2}=V(m_{1}+m_{2}),\,}
{\displaystyle -\omega m'_{1}=V'(m_{1}'+m_{2}').\,}
Z první rovnice vyjádříme {\displaystyle V} a do druhé dosadíme transformační vztah pro {\displaystyle V'}
{\displaystyle V={\frac {\omega m_{2}}{m_{1}+m_{2}}},\,}
{\displaystyle -\omega m'_{1}={\frac {V-\omega }{1-{\frac {V\omega }{c^{2}}}}}(m_{1}'+m_{2}').\,}
Nyní dosadíme první rovnici do druhé a získáme
{\displaystyle -\omega m'_{1}={\frac {{\frac {\omega m_{2}}{m_{1}+m_{2}}}-\omega }{1-{\frac {m_{2}}{m_{1}+m_{2}}}{\frac {\omega ^{2}}{c^{2}}}}}(m_{1}'+m_{2}').\,}
Tato rovnice říká, jak souvisí hmotnost těles v různých soustavách s vzájemnou rychlostí těchto soustav {\displaystyle \omega }, a proto následující úpravy budou mířit na separaci hmotností a rychlostí.
{\displaystyle -\omega m'_{1}={\frac {\frac {-\omega m_{1}}{m_{1}+m_{2}}}{\frac {m_{1}+m_{2}-m_{2}{\frac {\omega ^{2}}{c^{2}}}}{m_{1}+m_{2}}}}(m_{1}'+m_{2}')}
{\displaystyle -\omega m'_{1}={\frac {-\omega m_{1}}{m_{1}+m_{2}-m_{2}{\frac {\omega ^{2}}{c^{2}}}}}(m_{1}'+m_{2}')}
{\displaystyle m'_{1}={\frac {m_{1}}{m_{1}+m_{2}\left(1-{\frac {\omega ^{2}}{c^{2}}}\right)}}(m_{1}'+m_{2}')}
{\displaystyle m_{1}+m_{2}\left(1-{\frac {\omega ^{2}}{c^{2}}}\right)={\frac {m_{1}}{m_{1}'}}(m_{1}'+m_{2}')}
{\displaystyle m_{2}\left(1-{\frac {\omega ^{2}}{c^{2}}}\right)={\frac {m_{1}}{m_{1}'}}m_{2}'}
{\displaystyle 1-{\frac {\omega ^{2}}{c^{2}}}={\frac {m_{1}m_{2}'}{m_{1}'m_{2}}}}
Nyní zaveďme {\displaystyle m_{01}} klidovou hmotnost prvního tělesa a {\displaystyle m_{02}} klidovou hmotnost druhého tělesa. (Klidovou hmotnost tělesa pozoruje pozorovatel, který je vůči tělesu v klidu.) V našem případě tedy můžeme psát, že
{\displaystyle m_{1}=m_{01}}
{\displaystyle m_{2}'=m_{02}}
Nyní předpokládejme, že se hmotnost mění jen v závislosti na velikosti rychlosti daného objektu vůči pozorovateli. To je dobře odůvodněný předpoklad, protože kvůli homogenitě prostoru nemůže hmotnost záviset na poloze a kvůli rotační symetrii ani na směru rychlosti. Zkusme modifikovat hmotnost násobením neznámou funkcí {\displaystyle f(v)} závisející na velikosti rychlosti tělesa vůči pozorovateli {\displaystyle v}. V našem případě proto můžeme psát
{\displaystyle m_{2}=m_{02}f(\omega ),}{\displaystyle m_{1}'=m_{01}f(\omega ).}Protože v soustavě {\displaystyle S} se pohybuje druhé těleso rychlostí o velikosti {\displaystyle \omega } a v soustavě {\displaystyle S'} se pohybuje první těleso rychlostí o velikosti {\displaystyle \omega }. 
Dosazením vztahů pro hmotnosti do původní rovnice získáme
{\displaystyle 1-{\frac {\omega ^{2}}{c^{2}}}={\frac {m_{01}m_{02}}{m_{01}m_{02}f(\omega )^{2}}}}
{\displaystyle f(\omega )={\frac {1}{\sqrt {1-{\frac {\omega ^{2}}{c^{2}}}}}}}
Těleso, které se pohybuje vůči pozorovateli rychlostí {\displaystyle v} má proto z pohledu pozorovatele hmotnost o velikosti
{\displaystyle m=m_{0}f(v)={\frac {m_{0}}{\sqrt {1-{\frac {v^{2}}{c^{2}}}}}}=m_{0}\gamma }
kde jsme v původně neznámé funkci škálující hmotnost tělesa rozpoznali Lorentzův faktor.